# Oshanosaurus youngi
Oshanosaurus («lagarto de Oshan») es el nombre informal dado a un género de un  dinosaurio saurópodo que vivió a principio del período Jurásico, hace aproximadamente 190 millones de años en el Sinemuriano de China, en la Provincia de Yunnan. La pretendida "especie tipo", "Oshanosaurus youngi", fue nombrada por Zhao en 1985. Ha sido asociado en ocasiones con heterodontosáuridos, lo cual parece deberse a la yuxtaposición de una especie de Dianchungosaurus (anteriormente considerado como un heterodontosáurido) en el texto de Zhao (1985).